# أندرو بيرنهام
أندرو بيرنهام (بالإنجليزية: Andrew Burnham) هو كاهن كاثوليكي بريطاني، ولد في 19 مارس 1948 في وركشوب ‏ في المملكة المتحدة.